# Beleña
Beleña település Spanyolországban, Salamanca tartományban. Beleña Monterrubio de la Sierra, Buenavista, Sieteiglesias de Tormes, Fresno Alhándiga és Pedrosillo de los Aires községekkel határos. Lakosainak száma 251 fő (2024).

## Népesség
A település népessége az elmúlt években az alábbi módon változott:
| Lakosok száma | 156  | 166  | 153  | 179  | 208  | 212  | 229  | 256  | 215  | 251  |
|               | 2001 | 2004 | 2007 | 2009 | 2012 | 2014 | 2017 | 2019 | 2022 | 2024 |